# ジョン・クロウフォード (開拓者)
ジョン・クロウフォード（John Crawford, 1593年 - 1676年）は、スコットランド出身の開拓者。17世紀中頃にバージニア植民地へ入植し、農場を開拓した。

## 生涯
1593年、クロウフォードはスコットランドのエアーシアにおいて誕生した。父親はクロウフォード伯爵マルコム (Malcolm Crawford, 1574-1659)、母親はマーガレット・コルクホーン (Margaret Colquhoun, 1574-????) であった。
クロウフォードは末子であったため、一家の土地建物の相続する立場には無かった。クロウフォードは1620年頃に結婚をしたが、間もなく妻と死別した。クロウフォードは妻との間に1人息子のデイヴィッド・クロウフォードをもうけた。1843年、スコットランドでの将来に失望したクロウフォードは、息子デイヴィッドとともに新世界での繁栄を求めて北アメリカ大陸のバージニア植民地へと移住した。クロウフォードはジェームズタウン近郊で農場を開拓した。
クロウフォードはタバコの栽培で生活の基盤を支え、財を蓄えた。クロウフォードは気象災害、イングランドでのタバコ価格下落、貿易商社の経営不振、先住民からの攻撃、植民地総督による重い課税など、さまざまな困難に立ち向かった。1675年、植民地総督ウィリアム・バークリーが先住民族排除のための課税を決めると、クロウフォードはこれに反対した。1676年、クロウフォードは植民地評議会議員ナサニエル・ベイコンに賛同し、ベイコンとともに課税の元凶である先住民族の掃討に加わった（ベイコンの反乱）。クロウフォードはベイコンの参謀長を務め、76歳という高齢ながら自ら騎乗し戦いに参加した。クロウフォードは先住民族との戦いの途中、ニューケント郡において戦死した。